# Felix von Luckner
Felix Nikolaus Alexander Georg Graf von Luckner (ur. 9 czerwca 1881 w Dreźnie, zm. 13 kwietnia 1966 w Malmö) – niemiecki szlachcic, żeglarz, pisarz. Zyskał przydomek Der Seeteufel (Diabeł Morski) oraz międzynarodową sławę jako kapitan rajdera SMS „Seeadler” w korsarskim rejsie w latach 1916-17, w czasie którego zatopił 14 statków nieprzyjaciela, nie powodując przy tym ofiar w ludziach. Dowodzona przez niego załoga określana była Die Piraten des Kaisers (Cesarscy Piraci).

## Życiorys
Von Luckner był dwukrotnie żonaty, z Petrą Schultz z Hamburga, z którą miał córkę Inge-Maria ur. w 1913 r. Rozwiedli się w 1914 r., a 24 września 1924 r. poślubił w Malmö Szwedkę Ingeborg Engeström.
Urodzony w Dreźnie w Saksonii w rodzinie szlacheckiej jako prawnuk Nicolasa Lucknera, marszałka Francji, podniesionego do rangi grafa przez króla Danii w XVIII w.
Mimo nacisków ojca, by kontynuował rodzinną tradycję i wstąpił do kawalerii, Felix nie dostał się do prywatnych szkół, a w wieku 13 lat zachęcony lekturą menu z luksusowego liniowca uciekł z domu i z postanowieniem powrotu do domu w mundurze oficera marynarki zamustrował się jako nieopłacany chłopiec okrętowy na rosyjski żaglowiec w rejs z Hamburga do Australii. Życie majtka odbiegało znacznie od jego wyobrażeń o żeglowaniu: menu było drastycznie odmienne, a do jego obowiązków należało czyszczenie latryn i ładowni ze świniami. Morska przygoda chłopca miała się ku ostatecznemu zakończeniu, gdy w czasie rejsu wypadł za burtę na rozkołysanym oceanie. Kapitan z obawy przed utratą szalupy i marynarzy wydał rozkaz niepodejmowania akcji ratowniczej. Pierwszy oficer sprzeciwił się kapitanowi, grożącemu mu harpunem i spuścił szalupę z ochotnikami. W tej samej chwili walczący o życie chłopiec uczepił się jednego z atakujących go albatrosów, a krążące nad nim ptaki wskazały ratownikom pozycję nieszczęśnika. Podziobanego i przerażonego chłopca zdołano wciągnąć na pokład łodzi.
Opuścił statek we Fremantle i przez 7 lat przemierzał świat, podejmując się dorywczych prac jako sprzedawca w Armii Zbawienia, pomocnik latarnika na Cape Leeuwin (do czasu, gdy szef przyłapał go in flagranti z własną córką), łowca kangurów, cyrkowiec, bokser, rybak, żeglarz, żołnierz meksykańskiej straży prezydenta Diaza, przy budowie linii kolejowej, właściciel tawerny i barman. Został osadzony w chilijskim więzieniu pod zarzutem próby kradzieży świń, wygrał zawody bokserskie w Hamburgu, dwukrotnie złamał nogi, z braku funduszy został wyrzucony ze szpitala na Jamajce, aż w końcu zaprzyjaźnił się z niemieckimi żeglarzami.
W wieku 20 lat, będąc bardzo słabo wykształconym jak na swój wiek, wstąpił w szeregi kadetów niemieckiej szkoły nawigatorów. Po uzyskaniu dyplomu i odbyciu praktyki morskiej na pokładzie południowoafrykańskiego liniowca otrzymał uprawnienia oficera rezerwy niemieckiej marynarki. Pozostał w marynarce handlowej, zdał egzamin kapitański, a w 1912 wstąpił do służby czynnej w marynarce wojennej na pokładzie kanonierki „Panther”. W czasie wizyty w niemieckich koloniach w Afryce polował na słonie. W czasie I wojny światowej został ranny w bitwie jutlandzkiej jako dowódca wieży artyleryjskiej na okręcie liniowym „Kronprinz”, którą komenderował umiejętnie i z fantazją. Te cechy oraz duże w cesarskiej marynarce wojennej doświadczenie żeglarskie spowodowały, że przeszedł on do historii jako dowódca żaglowego krążownika pomocniczego „Seeadler”.

## SMS „Seeadler”

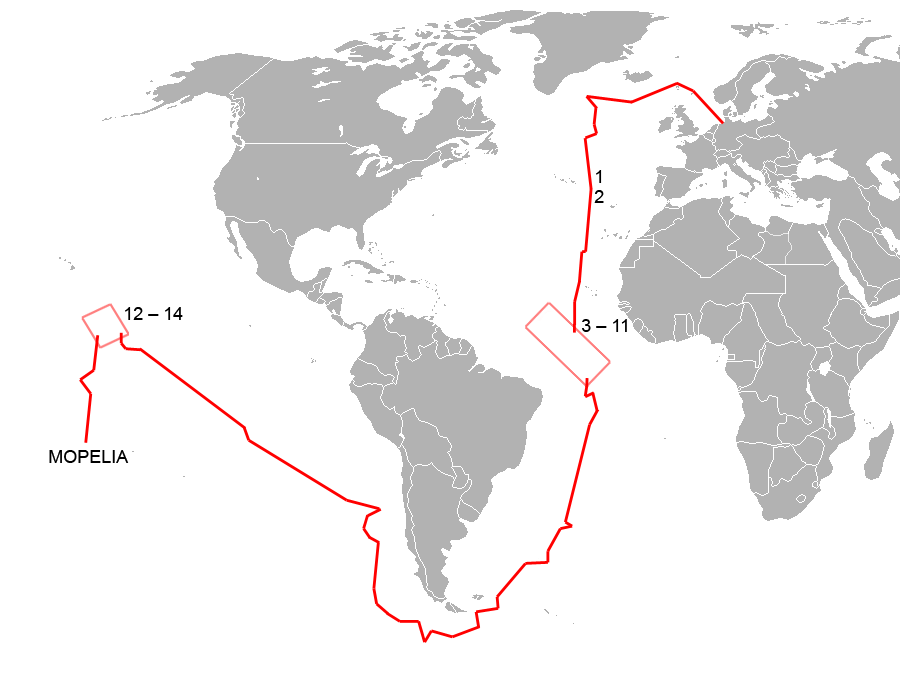
Mapa rejsu „Seeadlera” i pozycje statków (1–2 Północny Atlantyk, 3–11 Środkowy Atlantyk, 12–14 Pacyfik)

Zwodowany w 1878 r. w Szkocji stalowy trzymasztowy stalowy żaglowiec „Pass of Balmaha”, płynąc z amerykańską załogą został skonfiskowany przez Niemców, a następnie według wskazówek Lucknera przerobiono go na krążownik pomocniczy i ucharakteryzowano na norweski żaglowy drewnowiec „Inna”. Okręt został wyposażony w wysokoprężny silnik pomocniczy o mocy 900 KM, ukryte schowki na broń, pomieszczenia dla powiększonej załogi i jeńców, oraz dwa działa kal. 105 mm, zainstalowane na lukach ładowni, które zamaskowano pod ładunkiem pokładowym drewna. Uzbrojenie uzupełniały dwa ukryte ciężkie karabiny maszynowe i broń palna załogi.
Tak przygotowanym okrętem Luckner wyruszył w rejs 21 grudnia 1916 r. i mimo dokonanej na nim brytyjskiej inspekcji przeszedł przez blokadę morską (Luckner pracował dawniej na norweskim statku, a na SMS „Seeadler” zamustrowano też członków załogi mówiących po norwesku) wychodząc 23 grudnia koło Szkocji na Atlantyk. 25 grudnia został zatrzymany między Islandią a Wyspami Owczymi przez brytyjski krążownik pomocniczy HMS „Avenger”, który podczas inspekcji nie zauważył niczego podejrzanego co umożliwiło kontynuowanie rejsu.
Przez następne 86 dni rejsu przechwycił 11 statków alianckich i – zabierając na swój pokład jeńców – zatopił je, nie powodując przy tym żadnej ofiary śmiertelnej. Zabierał na swój pokład z zatapianych statków nawet koty, których liczba sięgnęła 144. Liczba jeńców (mężczyzn i kobiet) sięgnęła 300, bezpiecznie odstawionych do portu w Rio de Janeiro na pokładzie przejętego francuskiego czteromasztowego barku „Cambronne”, pozbawionego uprzednio przez Lucknera masztu, części rej i ożaglowania celem spowolnienia go, by zażegnać niebezpieczeństwa pogoni za „Seeadlerem”.
„Seeadler” okrążył w kwietniu 1917 r. Przylądek Horn i wyszedł na Pacyfik, gdzie zatopił kolejne trzy statki. Jedyną ofiarą śmiertelną przy okazji zatopienia wszystkich 14 jednostek był Douglas Page, żeglarz z brytyjskiego statku „Horngarth”, zabity przez przewód parowy pęknięty od strzału ostrzegawczego.

## Zatonięcie „Seeadlera”
2 sierpnia 1917 r. „Seeadler” zerwał się z kotwicy u wybrzeża zamieszkałej przez trzech poławiaczy żółwi wyspy Mopelia w Polinezji Francuskiej i rozbił się na przybrzeżnej rafie. Według raportu kapitana Lucknera spowodowane było to 20-metrową falą, spowodowaną przez podziemne trzęsienie ziemi. Tej wersji żeglarza dał wiarę sąd morski, choć istnieją dowody na to, że kapitan zszedł na ląd z częścią załogi, a opiekę nad jednostką lekkomyślnie powierzył niedoświadczonemu oficerowi, co stało się przyczyną zdryfowania okrętu na rafę. Po udanej ewakuacji całej załogi i jeńców, Luckner znalazł się na lądzie wraz dwiema otwartymi 10-metrowymi łodziami, z bronią i żywnością.

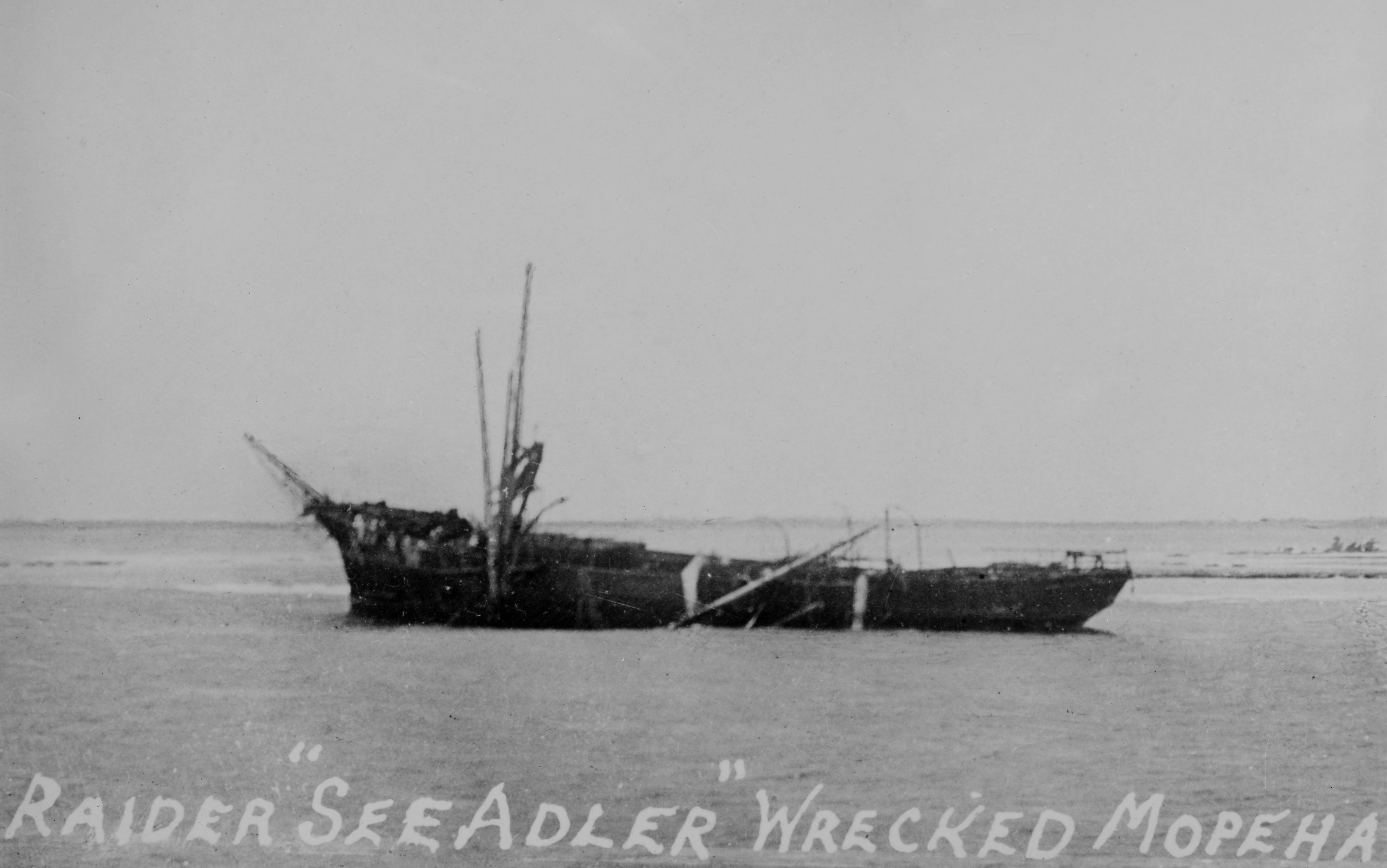
Wrak „Seeadlera”

Niezrażony katastrofą, wraz z 5 marynarzami w jednej z łodzi rozpoczął rejs na Fidżi z zamiarem opanowania jakiegoś statku, powrotu na Mopelię po resztę załogi i kontynuowania korsarskiej misji. Po trzech dniach rejsu dotarł na Atiu w archipelagu Wysp Cooka, gdzie przed władzami udali holendersko-amerykańskich marynarzy przemierzających Pacyfik dla zakładu. Zaopatrzeni przez gubernatora wyspy udali się na Aitutaki, gdzie udawali Norwegów. Widząc podejrzliwość nowozelandzkiego gubernatora szybko opuścili wyspę i udali się na Rarotonga. Zbliżając się do wyspy Luckner zobaczył w mroku statek, który uznał za krążownik pomocniczy, choć w rzeczywistości był to okręt wyrzucony na brzeg. Skierował się zatem w kierunku wyspy Wakaya w archipelagu Fidżi, docierając tam po 3700 km podróży w otwartej łodzi. Większość mieszkańców wyspy Wakaya zaakceptowała wyjaśnienia Lucknera i jego ludzi, podających się za Norwegów, których statek uległ zniszczeniu. Jednakże jeden podejrzliwy tubylec wezwał policję. Dwóch nowozelandzkich inspektorów policji, uzbrojonych jedynie w rewolwer i pistolet maszynowy, na czele garstki nieuzbrojonych tubylców podpłynęło nieuzbrojonym parowcem do łodzi obcokrajowców i zażądało od uzbrojonych Niemców poddania się pod groźbą użycia nieistniejących dział, znajdującej się jakoby na pokładzie promu „Amra”. Von Luckner, mimo posiadania karabinów maszynowych i granatów, nie chcąc dopuścić do rozlewu krwi, nie zdając sobie sprawy z blefu Nowozelandczyków i własnej przewagi ognia, poddał swoją załogę. Został przewieziony wraz z towarzyszami do obozu jeńców wojennych na wyspie Motuihe w pobliżu Auckland.
W tym czasie na Mopelię przypłynął mały francuski statek handlowy „Lutece” i zakotwiczył poza rafą. Porucznik Kling z „Seeadlera”, po wysłuchaniu w radiu, że jego kapitan został zatrzymany, podpłynął do „Lutece” i zdobył statek. Francuska załoga wraz z amerykańskimi więźniami zastała wysadzona na ląd, a Niemcy wyruszyli na statku nazwanym „Fortuna” w kierunku Ameryki Południowej. Po oddaleniu się Niemców, kapitan jednego z pokonanych okrętów przygotował do rejsu drugą z otwartych łodzi z Mopelii i wraz z trzema innymi amerykańskim marynarzami popłynął do odległego o 1600 km Pago Pago. Dopiero tam mogli poinformować władze o działaniach „Seeadlera” i zorganizować ratunek dla pozostałych 44 marynarzy nadal uwięzionych na Mopelii.
„Fortuna” uderzyła tymczasem w skały w pobliżu Wyspy Wielkanocnej. Załoga zeszła na ląd, gdzie została internowana przez Chilijczyków do końca wojny.

## Ucieczka

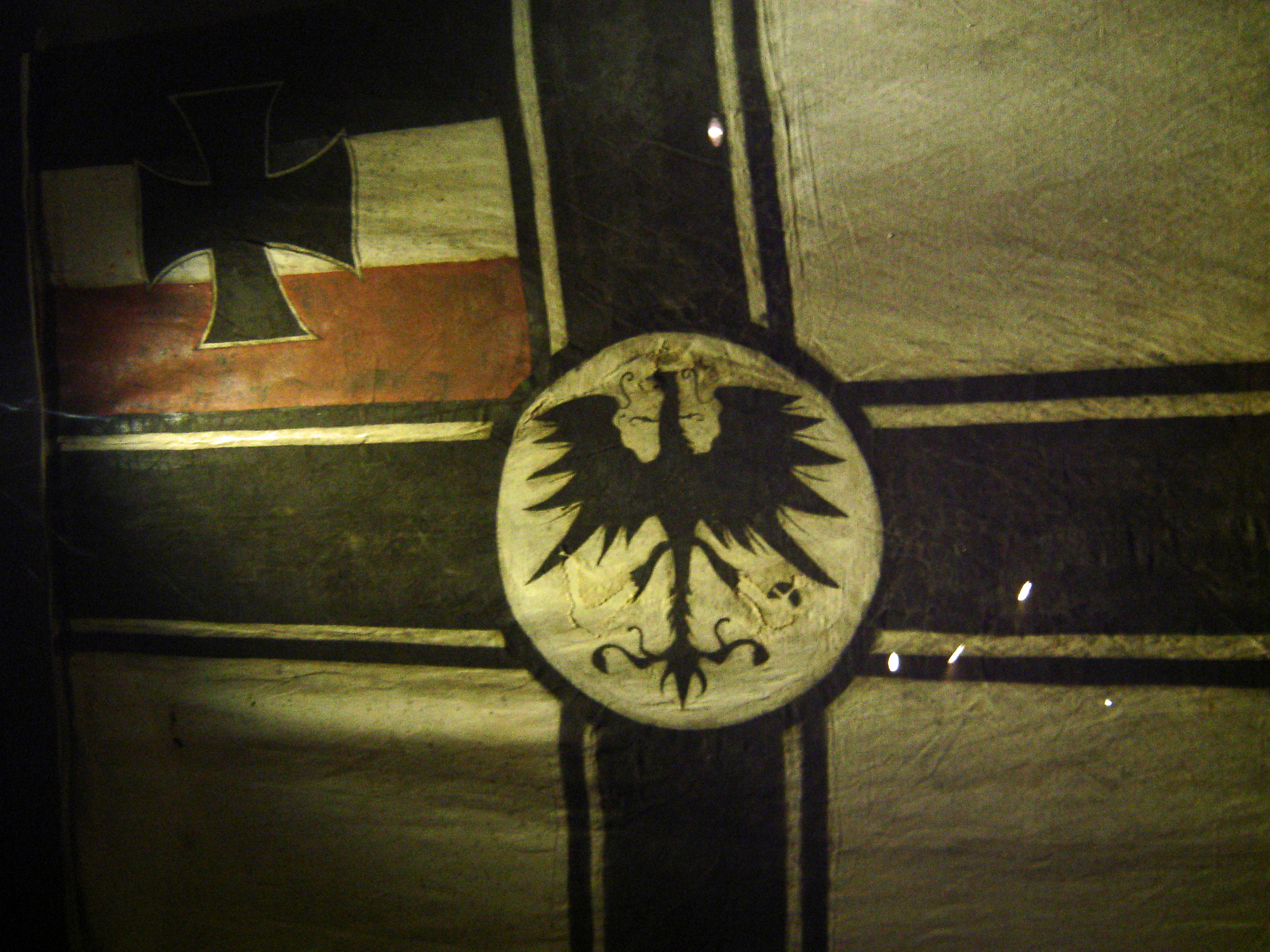
Bandera „Seeadlera”

Von Luckner nie mógł się pogodzić z losem jeńca. Mimo powtarzanych przeszukań ich kwater, wraz z kompanami, w tajemnicy zdobył z obozowej biblioteki stary atlas oraz stare radio, które zmodyfikowali i uruchomili. Własnoręcznie skonstruowany przez internowanego na Samoa kadeta marynarki handlowej Waltera von Zatorskiego sekstant zbudowany był m.in. z blachy mosiężnej oderwanej z płetwy sterowej, maszynki do golenia i zbiornika na naftę ze starego prymusa. Jeńcy zdołali również założyć podsłuch na kablu, którym władze obozu komunikowały się z Auckland, niepostrzeżenie podkradali też paliwo z motorowej łodzi komendanta, które gromadzili w szklanych naczyniach przy nabrzeżu. W burzliwą noc 13 grudnia 1917 r. spiskowcy zebrali się pod pretekstem próby przed przedstawieniem bożonarodzeniowym. Nie zapomniawszy o ukrytej przez przezornego marynarza banderze cesarskiej niemieckiej floty wojennej odcumowali „Pearl” – szybką motorową łódź komendanta obozu i obrali kurs na odległy o 38 mil Cape Colville, skąd skierowali się na odległe o 20 mil wyspy Mercury, gdzie dokonali naprawy silnika i nasłuchiwali wiadomości o ich ucieczce z rozgłośni w Auckland. Już od poranka następnego dnia ok. 30 jednostek wyruszyło na poszukiwanie zbiegów. Tymczasem von Luckner pod groźbą użycia karabinu maszynowego opanował 90-tonowy drewniany żaglowiec „Moa” i z pomocą własnoręcznie wykonanego sekstantu i mapy skopiowanej ze szkolnego atlasu dopłynął 21 grudnia do odległych o ok. 1000 km od Nowej Zelandii wysp Kermadec. Na tych niezamieszkanych wyspach ulokowano nowozelandzką bazą zaopatrzeniową i kotwicowisko większych jednostek. Luckner wysadził załogę żaglowca i przystąpił do rabowania zapasów z zamiarem udania się do Ameryki Południowej.

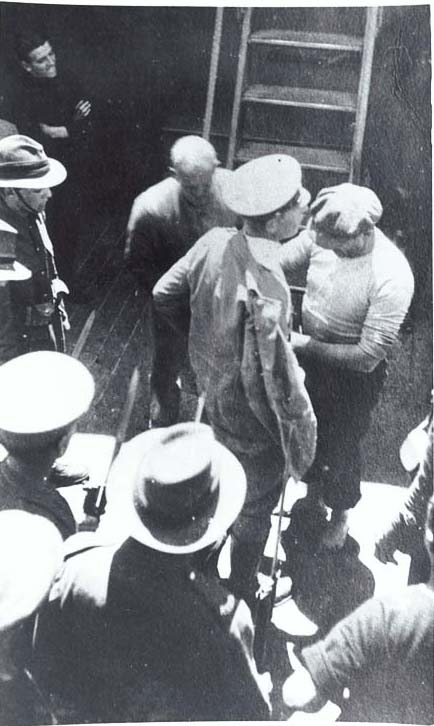
Diabeł Morski znów w niewoli – na pokładzie USS „Iris”

Ścigający uciekinierów okręt pomocniczy „Iris” odgadł zamiary Lucknera i pojawił się na horyzoncie w czasie gdy załoga przenosiła zapasy na pokład „Moa”. Von Luckner wciągnął na maszt flagę niemiecką i podjął próbę ucieczki pod wiatr przed parowcem, ignorując jego sygnały do zatrzymania się w nadziei że statek jest nieuzbrojony. Dopiero gdy parowiec posłał pocisk w pobliże „Moa”, von Luckner zaniechał ucieczki. Kapitan z kompanami spędził resztę wojny w obozach jenieckich Nowej Zelandii i został odesłany do Niemiec w 1919 roku.

## Po wojnie

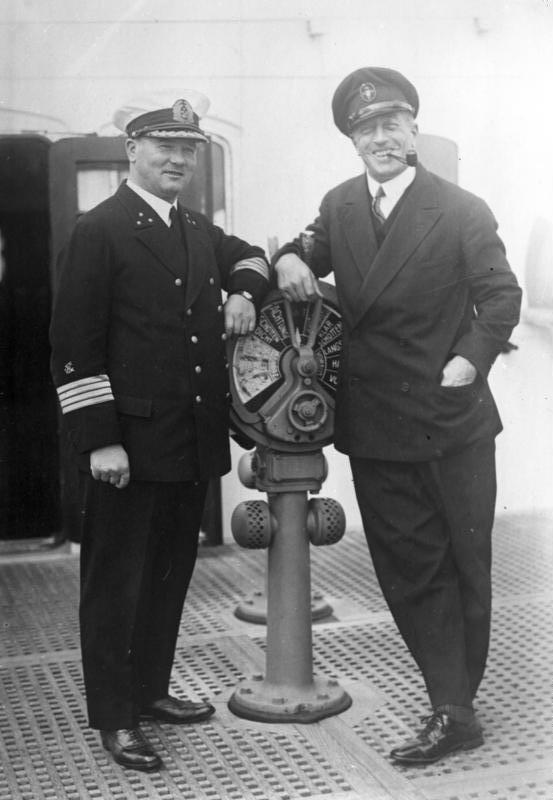
Kapitanowie: Ziegenbein i von Luckner

26 maja 1921 r. Luckner został wolnomularzem loży Zur goldenen Kugel w Hamburgu. Owiany sławą bohatera, został przyjęty przez papieża, który nazwał go „wielkim humanistą”, podróżował wraz z drugą żoną po Europie i do USA. W 1938 r. odwiedził ponownie Nową Zelandię na swym jachcie „Seeteufel”, gdzie przywitały go tłumy ciekawskich, swoimi opowieściami oczarowywał publikę na spotkaniach. Niektórzy zarzucali mu propagowanie nazizmu, von Luckner stanowczo zaprzeczał, przedstawiając się jako ambasador pokoju. Odmówił współpracy Hitlerowi, który zamierzał użyć jego sławy w celach propagandowych, jednak nie opuścił prowadzących wojnę Niemiec. Naziści nalegali na Lucknera, by wystąpił z szeregów wolnomularstwa i zrzekł się honorowych obywatelstw nadanych mu przez miasta amerykańskie. Hitler utrudniał mu życie, m.in. nakazując zablokowanie jego konta bankowego. W 1943 r. w Berlinie ocalił życie żydowskiej dziewczynie Rose Janson, udzielając jej schronienia i darowując paszport, znaleziony w leju po bombie. Zdołała ona przedostać się do USA. Po wojnie, w czasie jego pokojowej wizyty w Stanach Zjednoczonych zaowocowało to jej skutecznym poparciem jego apelu o pojednanie z Niemcami.
W kwietniu 1945 r. mieszkając w odległym od głównego teatru wojennych wydarzeń Halle, zdołał za sprawą swojej popularności oraz kontaktów wśród amerykańskich masonów powstrzymać bombardowanie miasta. Za kontakty z Amerykanami skazany przez Hitlera na śmierć, doczekał końca wojny w ukryciu.
Swoje doświadczenia opisał barwnym językiem w książce Diabeł Morski. Przygody mojego życia.
Przez przyjaciół – z uwagi na rym do nazwiska oraz w uznaniu szczęścia, które nie opuszczało go w tarapatach – nazywany był Glücknerem (niem. Glück – szczęście).
Felix von Luckner zmarł w Szwecji, jego prochy zostały pochowane na cmentarzu Ohlsdorf w Hamburgu.